# Philoxenos (Bildhauer)
Philoxenos (altgriechisch Φιλόξενος) war ein griechischer Bildhauer aus Athen, der in der augusteischen Zeit (30 v. Chr. bis 14 n. Chr.) in Rom tätig war.
Er ist nur von einer Inschrift auf einem Statuen-Fragment aus Marmor bekannt, das in den Gärten des Palazzo Barberini gefunden wurde. Ob es sich bei der Statue um ein Original oder um die Kopie eines älteren Werks handelt, ist unklar.